# 当山
当山（とうやま）は沖縄県浦添市の地名。郵便番号901-2104。

## 地理
国道330号の南側及び沖縄県道241号宜野湾南風原線の西側に位置し、アメリカ総領事館やバークレーズコートが立地している。西原・仲間・伊祖・牧港及び宜野湾市嘉数と隣接する。

## 歴史
- 大正5年に伊祖・仲間・西原から分立。
- 昭和20年の沖縄戦では北に隣接する嘉数地域の高台を巡って日米間で激しい戦闘が行われ、当山地域では住民の約半数が死亡した。
- 2005年11月28日住居表示実施。アメリカ総領事やバークレーズコートが立地する字西原は当山二丁目となった。

## 施設

### 当山一丁目
- 浦添大公園
- 当山の石畳道 - 首里と普天間を結んだ普天間街道の名残。

### 当山二丁目
- 在那覇アメリカ合衆国総領事館 - 沖縄及び北緯29度以南の奄美群島を管轄する。1987年に浦添市内へ移転するまで那覇市内に総領事館があったので、「在那覇」総領事館と呼ばれている。
- バークレーズコート - 浦添市最大の複合商業施設。
  - 浦西りうぼう　
  - ベスト電器西原インター店
  - スターバックス浦添バークレーズコート店　など
- 沖縄県医療福祉センター
- 沖縄県立浦添看護学校
- 浦添市立当山小学校
- 浦添市立当山幼稚園
- 当山公民館

### 当山三丁目
- 沖縄県立鏡が丘特別支援学校
- 浦添市立浦西中学校

## 交通
- 国道330号
- 沖縄県道241号宜野湾南風原線